# Dale Hartleben
Nelson Dale Hartleben (* 23. Januar 1942 in Los Angeles, Kalifornien) ist ein US-amerikanischer Schauspieler und Filmproduzent. Für seinen Dokumentarfilm Schußfahrt vom Mount Everest (1975) erhielt er 1976 einen Oscar für den besten Dokumentarfilm.

## Leben
Dale Hartleben spielte in den Jahren von 1951 bis 1955 als Kind in mehreren Kinofilmen mit. Im Jahr 1975 produzierte er den Dokumentarfilm Schußfahrt vom Mount Everest (The Man Who Skied Down Everest) über die Abfahrt des Japaners Yūichirō Miura 1970 vom Mount Everest mit Skiern.

## Filmografie
- 1951: Von Gier besessen (Inside Straight)
- 1954: Ihre zwölf Männer (Her Twelve Men)
- 1955: Maler und Mädchen (Artists and Models)
- 1955: Spin and Marty: The Movie
- 1955: Zur Hölle und zurück (To Hell and Back)
- 1975: Schußfahrt vom Mount Everest (The Man Who Skied Down Everest, nur Produktion)